# Rivière Brisson (rivière Rimouski)
Pour les articles homonymes, voir Brisson.
La Rivière Brisson coule dans la municipalité de La Trinité-des-Monts, dans la municipalité régionale de comté (MRC) de Rimouski-Neigette, dans la région administrative du Bas-Saint-Laurent, au Québec, au Canada.
Prenant sa source sur le versant nord du mont Longue-Vue, la rivière Brisson descend des montagnes dans une petite vallée encaissée jusqu'à une plaine où elle se déverse sur la rive est de la rivière Rimouski. Cette dernière serpente vers l'ouest, puis se dirige vers le nord, jusqu'à la rive sud du fleuve Saint-Laurent où elle se déverse au cœur de la ville de Rimouski.

## Géographie
La rivière Brisson prend sa source d'une coulée de montagne dans la partie nord-est de la municipalité de La Trinité-des-Monts, sur le versant Nord du "Mont Longue-vue" dans la Zec du Bas-Saint-Laurent. Cette source est située à :
- 29,4 km au sud-est du littoral Sud-Est du fleuve Saint-Laurent ;
- 0,5 km au sud-est de la limite du territoire non organisé de Lac-Huron ;
- 11,3 km au sud-est du centre du village de Saint-Narcisse-de-Rimouski ;
- 4,7 km au sud-est de la limite de la municipalité de Saint-Narcisse-de-Rimouski.

À partir de l’embouchure de sa source, la rivière Brisson coule sur 8,4 km, répartis selon les segments suivants :
- 4,9 km vers le sud-ouest, dans la municipalité de La Trinité-des-Monts, jusqu'à la confluence de la coulée Laurent (venant du nord-ouest) ;
- 3,0 km vers le sud-ouest, jusqu'à la confluence du "ruisseau du Grand Matinal" (venant du sud-est) ;
- 0,5 km vers le nord-ouest, en quittant la zec du Bas-Saint-Laurent, jusqu'à la confluence de la rivière[2].

La rivière Brisson se déverse sur la rive est de la rivière Rimouski, dans La Trinité-des-Monts. Cette confluence est située à :
- 5,5 km au nord-est en aval du coude de la rivière lequel est situé à l'est du centre du village de La Trinité-des-Monts ;
- 1,1 km en amont du pont Rouge (chemin du Pont Rouge) ;
- 34,4 km au sud-est du littoral Sud-Est du fleuve Saint-Laurent ;
- 14,1 km au sud du centre du village de Saint-Narcisse-de-Rimouski ;
- 4,5 km au nord-est du centre du village de La Trinité-des-Monts.

## Toponymie
Le terme Brison constitue un patronyme de famille d'origine française.
Le toponyme Rivière Brisson a été officialisé le 5 décembre 1968 à la Commission de toponymie du Québec.